# Liste de péplums
Cette liste répertorie les films de cinéma sonore live, téléfilms et séries télévisées sortis en DVD du genre Péplum.
Seront donc exclus de cette liste :
1. les films muets,
2. les films d'animation,
3. les films parodiques,
4. les docufictions,
5. les téléfilms et séries télévisées n'ayant pas connu de sortie en DVD.

## Définition
Selon le Centre national de ressources textuelles et lexicales, le péplum est un « Film ayant pour sujet un épisode de l'Antiquité ou des aventures (réelles ou fictives) se passant pendant l'Antiquité ». Sont donc considérés comme des péplums les films dont l'action se situe entre -3 300 et 500 mis à part les films se déroulant en Inde ou en Chine.

## Films de cinéma
Les films sont classés par année de production. Ceux qui sont précédés d'une pyramide se déroulent en Égypte antique. Ceux qui sont précédés d'un taureau androcéphale ailé se déroulent en Mésopotamie. Ceux qui sont précédés d'une bible transposent un épisode biblique. Ceux qui sont précédés d'une chevêche d'Athéna se déroulent en Grèce antique et ceux précédés d'un vexillum se déroulent en Rome antique.

### Années 1940
- 1948 : 
  -  Le Signe de la croix, film américain de Cecil B. DeMille, sorti en France le 3 mars.
  -  César et Cléopâtre, film britannique de Gabriel Pascal, sorti en France le 3 mai[3].
- 1949 : 
  -  Fabiola, film franco-italien d'Alessandro Blasetti, sorti en France le 18 mai.
  -  Samson et Dalila, film américain de Cecil B. DeMille, sorti en France le 5 octobre 1951.

### Années 1950
- 1950 :  Les Derniers Jours de Pompéi, film franco-italien de Marcel L'Herbier, sorti en France le 18 janvier.
- 1951 :  Messaline, film franco-italien de Carmine Gallone, sorti en France le 20 décembre.
- 1952 : 
  -  David et Bethsabée, film américain d'Henry King, sorti en France le 21 mai.
  -  La reine de Saba, film italien de Pietro Francisci.
- 1953 : 
  -  Androclès et le Lion, film américain de Chester Erskine, sorti en France le 1er avril.
  -  Spartacus, film franco-italien de Riccardo Freda, sorti en France le 1er avril.
  -  Salomé, film américain de William Dieterle, sorti en France le 1er juillet.
  -  Jules César, film américain de Joseph Leo Mankiewicz, sorti en France le 1er octobre.
  -  La Tunique, film américain d'Henry Koster, sorti en France le 1er octobre.
  -  Quo vadis ?, film américain de Mervyn LeRoy, sorti en France le 1er octobre.
  -  Phryné, courtisane d'Orient, film italien de Mario Bonnard, sorti en France le 24 décembre 1954.
- 1954 : 
  -  Théodora, impératrice de Byzance, film franco-italien de Riccardo Freda, sorti en France le 2 juillet.
  -  Les Gladiateurs, film américain de Delmer Daves, sorti en France le 8 septembre.
  -  Ulysse, film italien de Mario Camerini, sorti en France le 1er octobre.
- 1955 : 
  -  L'Égyptien, film américain de Michael Curtiz, sorti en France le 9 février.
  -  Le Calice d'argent, film américain de Victor Saville, sorti en France le 1er avril.
  -  Le Signe du païen, film américain de Douglas Sirk, sorti en France le 1er avril.
  -  La Chérie de Jupiter, film américain de George Sidney, sorti en France le 1er juillet.
  -  Sémiramis, esclave et reine, film italien de Carlo Ludovico Bragaglia, sorti en France le 1er juillet.
  -  Le Fils prodigue, film américain de Richard Thorpe, sorti en France le 1er octobre.
  -  La Terre des pharaons, film américain d'Howard Hawks, sorti en France le 9 novembre.
  -  Attila, fléau de Dieu, film italien de Pietro Francisci, sorti en France le 15 novembre.
- 1956 : 
  -  Hélène de Troie, film americano-italien de Robert Wise, sorti en France le 1er janvier.
  -  Alexandre le Grand, film américain de Robert Rossen, sorti en France le 1er juillet.
- 1957 : 
  -  Les Week-ends de Néron, film franco-italien de Stefano Vanzina, sorti en France le 11 janvier.
  -  Sous le signe de la croix, film italien de Guido Brignone et Michelangelo Antonioni, sorti en France le 1er avril.
- 1958 : 
  -  Les Dix Commandements, film américain de Cecil B. DeMille, sorti en France le 1er janvier.
  -  La Révolte des gladiateurs, film franco-hispano-italien de Vittorio Cottafavi, sorti en France le 10 juillet 1959.
- 1959 : 
  -  Salomon et la reine de Saba, film américain de King Vidor, sorti en France le 18 février.
  -  Les Travaux d'Hercule, film hispano-italien de Pietro Francisci, sorti en France le 5 avril.
  -  L'Esclave d'Orient, film italien de Mario Bonnard, sorti en France le 1er juillet.
  -  Hercule et la Reine de Lydie, film franco-italien de Pietro Francisci, sorti en France le 4 septembre.
  -  L'Épée et la Croix, film italien de Carlo Ludovico Bragaglia, sorti en France le 1er octobre.
  -  Sous le signe de Rome, film multinational de Guido Brignone, sorti en France le 25 novembre.

### Années 1960
- 1960 : 
  -  Les Légions de Cléopâtre, film franco-hispano-italien de Vittorio Cottafavi, sorti en France le 29 février.
  -  Carthage en flammes, film franco-italien de Carmine Gallone, sorti en France le 14 mars.
  -  Salammbô, film franco-italien de Sergio Grieco, sorti en France le 28 mars.
  -  Annibal, film italien de Carlo Ludovico Bragaglia et Edgar G. Ulmer, sorti en France le 30 mars.
  -  Les Derniers Jours de Pompéi, film italo-germano-hispano-de Mario Bonnard et Sergio Leone, sorti en France le 4 avril.
  -  David et Goliath , film italien de Richard Pottier, sorti le 1er juillet.
  -  La Bataille de Marathon, film franco-italien de Jacques Tourneur, sorti en France le 12 septembre.
  -  Ben-Hur, film américain de William Wyler, sorti en France le 1er octobre.
  -  Simon le pêcheur, film américain de Frank Borzage, sorti en France le 1er octobre.
  -  La Vengeance d'Hercule, film franco-italien de Vittorio Cottafavi, sorti en France le 10 octobre.
  -  Les Amours d'Hercule, film franco-italien de Carlo Ludovico Bragaglia, sorti en France le 14 novembre.
  -  Le Géant de Thessalie, film franco-italien de Riccardo Freda, sorti en France le 7 juillet 1961.
- 1961 : 
  -  Le Géant de la vallée des rois, film franco-italien de Carlo Campogalliani, sorti en France le 3 mars.
  -  La Fureur d'Hercule, film espano-italien de Carlo Campogalliani, sorti en France 19 mai.
  -  Les Vierges de Rome, film franco-italo-yougoslave de Carlo Bragaglia et Vittorio Cottafavi, sorti en France le 24 mai.
  -  La Reine des Amazones, film italien de Vittorio Sala, sorti en France 31 mai.
  -  Constantin le Grand, film italien de Lionello De Felice, sorti en France 2 juin.
  -  La Révolte des esclaves, film germano-hispano-italien de Nunzio Malasomma, sorti en France le 7 juin.
  -  La Vallée des pharaons, film franco-italien de Fernando Cerchio, sorti en France le 14 juin.
  -  L'Histoire de Ruth, film américain de Henry Koster, sorti le 16 juin.
  -  La Charge de Syracuse, film franco-italien de Pietro Francisci, sorti en France le 12 juillet.
  -  Esther et le Roi, film américano-italien de Raoul Walsh, sorti le 14 juillet.
  -  Thésée et le Minotaure, film italien de Silvio Amadio, sorti en France le 14 juillet.
  -  Le Colosse de Rhodes, film hispano-franco-italien de Sergio Leone, sorti en France le 11 août.
  -  L'Esclave de Rome, film italien de Sergio Grieco, sorti en France le 1er septembre.
  -  Spartacus, film américain de Stanley Kubrick, sorti en France le 15 septembre.
  -  Maciste contre le Cyclope, film italien d'Antonio Leonviola, sorti en France le 1er octobre.
  -  Messaline, film italien de Vittorio Cottafavi, sorti en France le 1er octobre.
  -  Atlantis, terre engloutie, film américain de George Pal, sorti en France le 29 novembre.
  -  La Princesse du Nil, film italien de Victor Tourjansky, sorti en France le 1er novembre.
  -  L'Enlèvement des Sabines, film franco-italo-yougoslave de Richard Pottier, sorti en France le 15 décembre.
  -  Hercule à la conquête de l'Atlantide, film franco-italien de Vittorio Cottafavi, sorti le 20 décembre.
  -  La Guerre de Troie, film franco-italien de Giorgio Ferroni, sorti le 29 décembre 1961.
- 1962 : 
  -  Hercule contre les vampires, film italien de Mario Bava, sorti le 1er janvier.
  -  Le Roi des rois, film américain de Nicholas Ray, sorti en France le 1er janvier.
  -  Le Gladiateur invincible, film espano-italien de Alberto de Martino et d'Antonio Momplet, sorti en France le 1er avril.
  -  Néfertiti, reine du Nil, film italien de Fernando Cerchio, sorti en France le 1er avril.
  -  La Vengeance d'Ursus, film italien de Luigi Capuano, sorti en France le 1er avril.
  -  Romulus et Rémus, film franco-italien de Sergio Corbucci, sorti en France le 24 mai.
  -  Ulysse contre Hercule, film franco-italien de Mario Caiano, sorti en France le 1er avril.
  -  La Bataille de Corinthe, film franco-italien de Mario Costa, sorti en France le 7 juin.
  -  Ponce Pilate, film franco-italien de Gian Paolo Callegari et Irving Rapper, sorti en France le 21 juin.
  -  Hercule se déchaîne, film franco-italien de Gianfranco Parolini, sorti le 2 août.
  -  Barabbas, film italo-américain de Richard Fleischer, sorti en France le 29 août.
  -  Les Titans, film franco-italien de Duccio Tessari, sorti en France le 30 août.
  -  Électre, film grec de Michael Cacoyannis, sorti en France le 1er octobre.
  -  Sodome et Gomorrhe, film franco-italien de Robert Aldrich, coréalisé par Sergio Leone, sorti en France le 21 novembre.
  -  Samson contre Hercule, film franco-italien de Gianfranco Parolini, sorti en France le 26 décembre.
  -  Jules César, conquérant de la Gaule, film italien d'Amerigo Anton, sorti en France en.
  -  Seul contre Rome, film italien de Luciano Ricci, sorti en France le 23 mai 1963.
  -  Cléopâtre, une reine pour César, film franco-italien de Victor Tourjansky, sorti en France le 29 mars.
- 1963 : 
  -  L'Esclave du pharaon, film italo-yougoslave d'Irving Rapper et Luciano Ricci, sorti le 1er janvier.
  -  La Bataille des Thermopyles, film américain de Rudolph Maté, sorti en France le 1er janvier.
  -  Le Tyran de Syracuse, film americano-italien de Curtis Bernhardt, sorti en France le 1er janvier.
  -  Les Conquérants héroïques, film franco-italien de Giorgio Rivalta, sorti en France le 15 mars.
  -  Les Derniers Jours d'un empire, film italien d'Antonio Margheriti, sorti en France le 18 mars.
  -  Les Sept Gladiateurs, film italien de Pedro Lazaga, sorti en France le 15 mai.
  -  Maciste contre les géants, film italien de Michele Lupo, sorti en France le 17 juillet.
  -  Persée l'invincible, film espano-italien d'Alberto De Martino, sorti en France le 18 septembre.
  -  Cléopâtre, film américain de Joseph L. Mankiewicz, sorti en France le 25 septembre.
  -  L'Or des Césars, film franco-italien de Sabatino Ciuffini, sorti en France le 4 septembre.
  -  Jason et les Argonautes, film américain de Don Chaffey, sorti en France le 9 octobre.
  -  La Vengeance du colosse, film italien de Marcello Baldi, sorti en France le 18 octobre.
  -  Le Fils de Spartacus, film italien de Sergio Corbucci, sorti en France le 2 novembre.
  -  Foudres sur Babylone, film italien de Silvio Amadio, sorti en France le 18 décembre.
  -  Hercule contre Moloch, film franco-italien de Giorgio Ferroni, sorti en France le 2 septembre 1964.
  -  Le Retour des Titans, film italien de Michele Lupo, sorti en France le 23 décembre 1964.
- 1964 : 
  -  Sémiramis, déesse de l'Orient, film italien de Primo Zeglio, sorti en France le 22 janvier.
  -  Les Gladiatrices, film italo-yougoslave d'Antonio Leonviola, sorti en France le 1er avril.
  -  La Chute de l'Empire romain, film américain d'Anthony Mann, sorti en France le 20 juin.
  -  Maciste et les 100 gladiateurs, film italien de Mario Caiano, sorti en France le 19 septembre.
  -  La Terreur des gladiateurs, film franco-italien de Giorgio Ferroni, sorti en France le 17 octobre.
  -  Hercule contre les mercenaires, film italien d'Umberto Lenzi, sorti en France le 24 octobre.
  -  Hélène, reine de Troie, film italien de Giorgio Ferroni, sorti en France le 14 novembre.
  -  Hercule, Samson et Ulysse, film italien de Pietro Francisci, sorti en France le 18 novembre.
  -  La Fureur des gladiateurs, film italien de Mario Caiano, sorti en France le 23 décembre.
  -  Le Triomphe d'Hercule, film franco-italien d'Alberto De Martino.
- 1965 : 
  -  Le Colosse de Rome, film italien de Giorgio Ferroni, sorti en France le 6 janvier.
  -  L'Évangile selon saint Matthieu, film italien de Pier Paolo Pasolini, sorti en France le 1er mars.
  -  Fort Alésia, film franco-italien de Antonio Margheriti, sorti en France le 28 juin.
  -  La Révolte de Sparte, film italien de Bernard Martino, sorti en France le 13 octobre.
  -  Hercule contre les tyrans de Babylone, film italien de Domenico Paolella, sorti en France le 24 novembre.
  -  La Plus Grande Histoire jamais contée, film américain de George Stevens, sorti en France le 27 novembre.
- 1966 : 
  -  La Révolte des prétoriens, film italien d'Alfonso Brescia, sorti en France le 1er avril.
  -  Maciste et les Filles de la vallée, film italien de Tanio Boccia, sorti en France le 17 août.
  -  La Bible, film américano-italien de John Huston, sorti en France le 2 novembre.
- 1967 : 
  -  Pharaon, film polonais de Jerzy Kawalerowicz, sorti en France le 29 mars.
  -  La Reine des Vikings, film britannique de Don Chaffey, sorti en France le 30 août.
- 1968 :  Œdipe roi, film italien de Pier Paolo Pasolini, sorti en France le 9 octobre.
- 1969 :  Satyricon, film italien de Federico Fellini, sorti en France le 6 décembre.

### Années 1970
- 1970 : 
  -  Médée, film italien de Pier Paolo Pasolini, sorti en France le 1er février.
  -  La Vengeance de Spartacus, film italien de Michele Lupo, sorti en France le 20 mai.
- 1971 : 
  -  Othon, film franco-germano-italien de Jean-Marie Straub et Danièle Huillet, sorti en France le 13 janvier.
  -  Les Troyennes, film britannique de Michael Cacoyannis, sorti en France le 1er septembre.
- 1973 :  Jules César contre les pirates, film italien de Sergio Grieco, sorti en France le 24 mai.
- 1976 :  Le Messie, film franco-italien de Roberto Rossellini, sorti en France le 18 février.
- 1977 :  Sebastiane, film britannique de Derek Jarman et Paul Humfress, sorti en France le 23 mars.
- 1978 : 
  -  Jésus de Nazareth : Première époque, film britannico-italien de Franco Zeffirelli, sorti en France le 11 janvier.
  -  Iphigénie, film grec de Michael Cacoyannis, sorti en France le 8 février 1978.
  -  Jésus de Nazareth : Deuxième époque, film britannico-italien de Franco Zeffirelli, sorti en France le 15 mars.

### Années 1980
- 1980 :  Caligula, film américain de Tinto Brass, sorti en France le 1er juillet.
- 1981 : 
  -  Messaline, impératrice et putain, film italien de Bruno Corbucci, sorti en France le 30 juin.
  -  Le Choc des Titans, film américain de Desmond Davis, sorti en France le 8 juillet 1981.
- 1982 : 
  -  Le Larron, film franco-italien de Pasquale Festa Campanile, sorti en France le 24 février.
  -  Caligula et Messaline, film franco-italien de Vincent Dawn (Bruno Mattei) et Anthony Pass (Antonio Passalia), sorti en France le 21 juillet.
- 1981 :  Hercule, film italo-américain de Luigi Cozzi, sorti en France le 30 juin 1984.
- 1985 :  Le Roi David, film britannique de Bruce Beresford, sorti en France le 1er octobre.
- 1988 :  La Dernière Tentation du Christ, film américain de Martin Scorsese, sorti en France le 28 septembre.

### Années 1990
- 1994 : 
  -  Néfertiti, la fille du soleil, film italien de Guy Gilles, sorti en France le 20 septembre.
  -  L'Émigré, film égyptien de Youssef Chahine, sorti en France le 18 octobre.
- 1995 :  Marie de Nazareth, film français de Jean Delannoy, sorti en France le 15 mars.

### Années 2000
- 2000 :  Gladiator, film américano-britannique de Ridley Scott, sorti en France le 20 juin.
- 2001 :  Vercingétorix : La légende du druide roi, film français de Jacques Dorfmann sorti en France le 24 janvier.
- 2002 :  Le Roi scorpion, film américain de Chuck Russell sorti en France le 30 avril.
- 2004 : 
  -  La Passion du Christ, film américain de Mel Gibson, sorti en France le 31 mars.
  -  Troie, film américain de Wolfgang Petersen, sorti en France le 13 mai.
  -  Le Roi Arthur, film américain d'Antoine Fuqua, sorti en France le 4 août.
- 2005 :  Alexandre, film multinational d'Oliver Stone, sorti en France le 5 janvier.
- 2006 :  La Nativité, film américain de Catherine Hardwicke, sorti en France le 6 décembre.
- 2007 : 
  -  300, film américano-britannique de Zack Snyder, sorti en France le 21 mars.
  -  La Dernière Légion, film multinational de Doug Lefler, sorti en France le 19 septembre.
  -  Sa Majesté Minor, film français de Jean-Jacques Annaud, sorti en France le 10 octobre.

### Années 2010
- 2009 :  Agora, film espagnol d'Alejandro Amenábar, sorti en France le 6 janvier 2010.
- 2010 :
  -  Le Choc des Titans, film américano-britannique de Louis Leterrier, sorti en France le 7 avril.
  -  Centurion, film britannique de Neil Marshall, sorti en France le 7 juillet.

- 2011 : 
  -  L'Aigle de la Neuvième Légion, film américano-britannique de Kevin Macdonald, sorti en France le 4 mai.
  -  Les Immortels, film américain de Tarsem Singh, sorti en France le 23 novembre.
- 2012 :  La Colère des Titans, film américano-britannique de Jonathan Liebesman, sorti en France le 28 mars.
- 2014 : 
  -  Pompéi, film américano-germano-canadien de Paul W. S. Anderson, sorti en France le 29 février.
  -  300 : La Naissance d'un empire, film américain de Noam Murro sorti en France le 5 mars.
  -  La Légende d'Hercule, film américain de Renny Harlin sorti en France le 19 mars.
  -  Noé, film américain de Darren Aronofsky sorti en France le 9 avril.
  -  Hercule, film américain de Brett Ratner, sorti en France le 20 août.
  -  Exodus: Gods and Kings, film américano-britannique de Ridley Scott, sorti en France le 24 décembre.
- 2015 :  Histoire de Judas, film français de Rabah Ameur-Zaïmeche, sorti en France le 8 avril.
- 2016 : 
  -  Gods of Egypt, film américain de Alex Proyas sorti en France le 6 avril.
  -  La Résurrection du Christ, film américain de Kevin Reynolds, sorti en France le 4 mai.
  -  Ben-Hur, film américain de Timour Bekmambetov, sorti en France le 7 septembre.
- 2018 : 
  -  Marie-Madeleine, film multinational de Garth Davis, sorti en France le 28 mars.
  -  Paul, Apôtre du Christ, film américain d'Andrew Hyatt, sorti en France le 2 mai.

### Années 2020
- 2022 :  Les Derniers Jours dans le désert, film américain de Rodrigo Garcia, sorti en France le 17 août.
- 2024 :  Gladiator 2, film américano-britannique de Ridley Scott, sorti en France le 13 novembre.

## Téléfilms
Les téléfilms sont classés par année de production. Ceux qui sont précédés d'une pyramide se déroulent en Égypte antique. Ceux qui sont précédés d'une bible transposent un épisode biblique. Ceux qui sont précédés d'une chevêche d'Athéna se déroulent en Grèce antique et ceux précédés d'un vexillum se déroulent en Rome antique.
- 1981 :  Masada, téléfilm américain de Boris Sagal, sorti en DVD le 20 octobre 2010.
- 1997 :  L'Odyssée, téléfilm américain d'Andrei Konchalovsky, sorti en DVD le 4 mars 2000.
- 1999 : 
  -  Cléopâtre : Reine d’Égypte, téléfilm américain de Franc Roddam, sorti en DVD le 3 août 2011.
  -  L'Arche de Noé, téléfilm germano-américain de John Irvin, sorti en DVD le 20 juin 2000.
- 2000 :  Jason et les Argonautes, téléfilm américain de Nick Willing, sorti en DVD le 6 février 2001.
- 2001 : 
  -  Attila le Hun, téléfilm américain de Dick Lowry, sorti en DVD le 2 janvier 2007.
  -  Quo vadis ?, téléfilm polonais de Jerzy Kawalerowicz, sorti en DVD le 18 août 2010.
- 2003 : 
  -  Légions : Les Guerriers de Rome, téléfilm britannico-roumain de Bill Anderson, sorti en DVD le 19 octobre 2010.
  -  Hélène de Troie, téléfilm américain de John Kent Harrison, sorti en DVD le 6 juin 2012.
- 2004 :  Spartacus, téléfilm américain de Robert Dornhelm, sorti en DVD le 26 octobre.
- 2005 :  Hercules, téléfilm américain de Roger Young, sorti en DVD le 10 octobre 2008.
- 2006 : 
  -  Esther, reine de Perse, téléfilm américain de Michael O. Sajbel, sorti en DVD le 18 août 2010.
  -  Hannibal : Le Cauchemar de Rome, téléfilm britannique d'Edward Bazalgette, sorti en DVD le 12 février 2008.
  -  L'Enquête sacrée, téléfilm multinational de Giulio Base, sorti en DVD le 1er décembre 2010.
- 2008 : 
  -  La Chute des empires, téléfilm américain de Declan O'Brien, sorti en DVD le 19 janvier 2012.
  -  Le Roi Scorpion 2 : Guerrier de légende, téléfilm américain de Russell Mulcahy, sorti en DVD le 26 août.
  -  Odysseus : Voyage au cœur de ténèbres, téléfilm britannique de Terry Ingram, sorti en DVD le 7 octobre 2009.
- 2009 :  Hell Hounds, téléfilm canadien de Rick Schroder, sorti en DVD le 4 novembre 2010.
- 2010 :  Ben-Hur, téléfilm multinational de Steve Shill, sorti en DVD le 4 mai 2011.
- 2012 :  Le Roi Scorpion 3 : L'Œil des dieux, téléfilm américain de Roel Reine, sorti en DVD le 28 février.
- 2015 :  Le Roi Scorpion 4 : La Quête du pouvoir, téléfilm américain de Mike Elliott, sorti en DVD le 24 février.

## Séries télévisées
Les séries sont classées par année de production. Celles qui sont précédées d'une chevêche d'Athéna se déroulent en Grèce antique et celles précédées d'un vexillum se déroulent en Rome antique.
- 1968 :  L'Odyssée, série télévisée franco-italo-allemande en 8 épisodes, diffusée en 1970 sur la Deuxième chaîne de la télévision française.

- 1976 :  Moi Claude empereur, série télévisée britannique en 13 épisodes, sortie en DVD le 19 avril 2011.
- 1981 :  Masada, série télévisée américaine en 4 épisodes, sortie en DVD le 20 octobre 2010.
- 1995-1999 :  Hercule, série télévisée américaine en 116 épisodes, intégrale sortie en DVD du 22 juillet 2008 (Saison 1) au 23 mars 2010 (Saison (5 & 6).
- 1995-2001 :  Xena, la guerrière, série télévisée américaine en 134 épisodes, intégrale sortie en DVD le 12 octobre 2010.
- 2005 :  Empire, série télévisée américaine en 6 épisodes, sortie en DVD le 8 novembre 2006.
- 2005-2007 :  Rome, série télévisée multinationale en 22 épisodes, sortie en DVD le 6 septembre 2006 (Saison 1) et le 17 octobre 2007 (Saison 2).
- 2010-2013 :  Spartacus, série télévisée américaine en 39 épisodes, sorti en DVD le 1er septembre 2012 (Saison 1), le 7 novembre 2012 (Préquelle), le 21 décembre 2013 (Saison 2) et le 17 décembre 2014 (Saison 3).
- 2013 : 
  -  Odysseus, série télévisée franco-italo-portugaise en 12 épisodes, sorti en DVD le 19 juin.
  -  La Bible, série télévisée américaine en 10 épisodes, sorti en DVD le 30 avril 2014.
- 2013-2015 :  Atlantis, série télévisée anglaise en 19 épisodes, sorti en DVD le 21 octobre 2014 (Saison 1).
- 2015 :  Toutânkhamon : le Pharaon maudit (Tut), série télévisée canadienne en 3 épisodes, sorti en DVD le 5 avril 2016.
- 2018 :  Troie : La chute d'une cité, mini-série britanno-américaine en 8 épisodes, diffusée sur Netflix.
- 2020 - Barbares, série télévisée allemande en 12 épisodes (2 saisons), diffusée sur Netflix
- 2024 :  Those About to Die, série télévisée multinationale en 10 épisodes, diffusée sur Prime Vidéo.